# Подвязье (усадьба)
Музе́й-уса́дьба Приклонских — Рукавишниковых — объект культурного наследия и архитектурный памятник федерального значения. Находится в восточной части села Подвязье. Является одной из самых крупных сохранившихся усадеб на территории Нижегородской области. В ансамбле Подвязья органично объединены краснокирпичные постройки конюшен, кузниц и памятники классицизма с элементами западноевропейской архитектуры.

## Географическое расположение
Усадьба имеет особое географическое расположение — на высоком окском правобережье, напротив посёлка Желнино. Предполагается, что именно красота ландшафта предопределила появление на данном месте усадебного комплекса, так как с высоты берега, приподнятого над пойменными лугами на 70 метров, открываются живописные панорамы на гороховецкие леса. Основное ядро усадьбы расположено на узкой (около 100 м) и сильно вытянутой площадке, с трёх сторон ограниченной крутыми склонами. С запада усадьба соединена с селом Подвязье тонким перешейком, по которому пролегает главный подъезд к комплексу. Своеобразный ландшафт предопределил планировочное решение и компактное расположение всех построек усадебного комплекса.  

## История

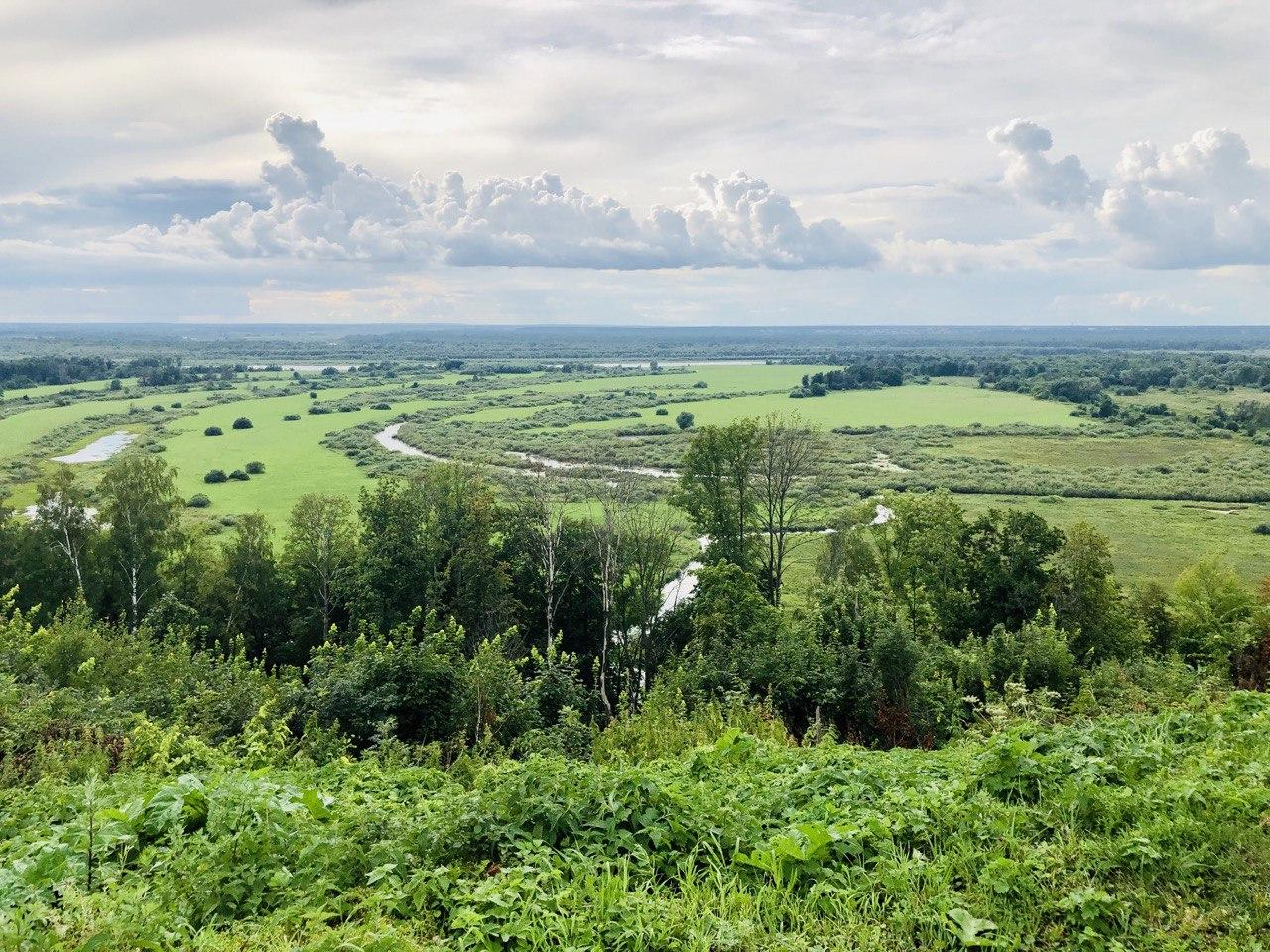

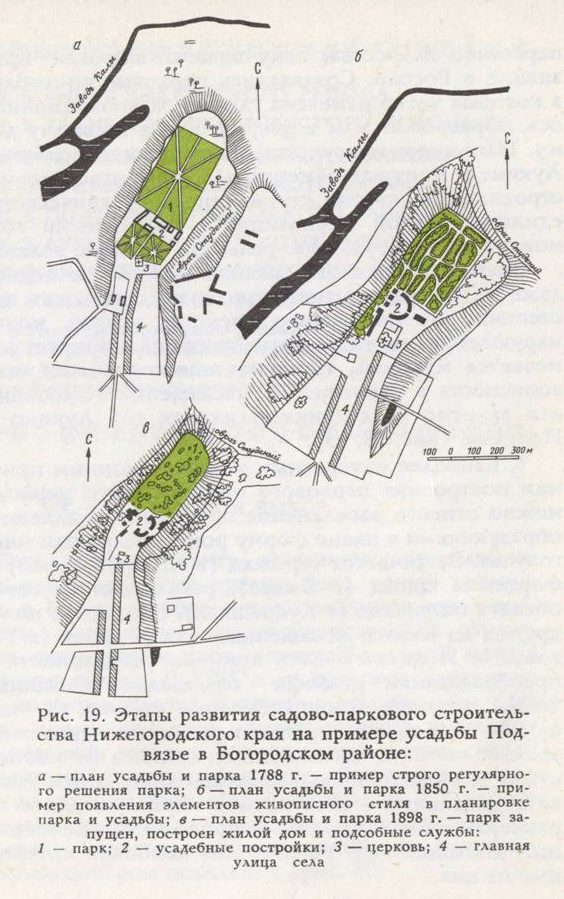
Парк усадьбы при разных владельцах

В 1608 году Василий IV Шуйский пожаловал Подвязье в вотчину стрелецкому голове Владимиру Оничкову, участнику народного ополчения Минина и Пожарского.

### Приклонские (середина XVIII века — 1879)
Первым хозяином усадьбы и её основателем был Михаил Васильевич Приклонский. 
Следующим наследником становится его сын Богдан Михайлович Приклонский (? — 1773). Он дослужился до бригадира и, судя по всему, предпочитал службе барскую жизнь в усадьбе. Он женился на Феодосии Михайловне (Приклонской) в 1760 году, но спустя 13 лет умер. Феодосия Михайловна (около 1740—1793) осталась одна с несколькими детьми. Во владетельных перечнях в нижегородских помещиках были замечены сын Андрей и дочери Александра и Екатерина Приклонские.
Первый этап строительства на усадьбе был отмечен на фиксационном плане села Подвязье от 1785 года, на котором указывалось, что усадьба состояла сплошь из деревянных построек. Центром комплекса являлся усадебный дом, около которого было сгруппировано несколько хозяйственных и служебных строений, которые образовывали небольшой внутренний двор, вытянутый поперёк участка. Въезд в усадьбу отмечала церковь, на которую был ориентирован единственный порядок сельских домов. От церкви к главному дому шла прямая дорога, по сторонам которой разбиты регулярные партеры. Основной партер располагался за главным домом и имел прямоугольные очертания с диагональными и осевыми дорожками.
Архитектурно-планировочная композиция усадьбы в тот момент являлась типичной для своего времени: главный дом располагался в середине участка и вместе с церковью и главной партерной дорожкой формировал единую композиционную ось. Пространство двора образовывало поперечную ось, чему способствовало и расположение главного дома, вытянутого вдоль поперечной оси. Из построек каменной церкви и звонницы было осуществлено возведение только звонницы в 1778 году, после смерти Богдана Приклонского. Звонница стала первым каменным сооружением усадьбы. Она была выполнена по типу небольшой триумфальной арки (высота до креста — 9,6 м) и первоначально располагалась перед деревянной церковью.
Второй этап интенсивного строительства на усадьбе пришёлся на период после 1793 года, уже после смерти Феодосии Приклонской. Первоначально комплекс перешёл наследникам, последней из которых была штабс-капитанша П. А. Козлова. На данный период выпало основное каменное строительство (конец XVIII — первая четверть XIX века). Автор проектов зданий и планировки усадьбы не установлен. Неизвестный зодчий сохранил партерную зону, а новые каменные постройки возводились строго на месте старых деревянных. Таким образом был возведён главный дом с двумя флигелями и подковообразный служебный корпус, которые образовали центральное ядро комплекса. Данный подход был в общем русле поисков планировочных приёмов при строительстве загородных усадеб московского дворянства. Известно несколько усадеб с полуциркулярными дворами того времени: Ярополец Гончаровых (1750—1780-е годы), Ольгово (конец XVIII — начало XIX века), Волынщина (1770-е годы). Предполагается, что по этой причине, автором усадьбы Подвязье мог быть московский архитектор (среди возможных кандидатур исследователями предлагался Николай Львов).     
Неизвестный зодчий развернул главный дом и поставил его на бровку окского откоса, перед домом создал полуцирклярную парадную площадку-двор, окружённую служебным корпусом со сквозным проездом. Таким образом, ведущей в композиционном плане усадьбы стала поперечная ось. Для подчеркивания новой композиционной схемы по бокам главного дома были возведены одноэтажные флигеля. На этой же композиционной оси была возведена ещё одна крупная постройка (возможно, оранжерея), что было отмечено на плане усадьбы 1850 года. На въезде в усадьбу была построена Воскресенская церковь (1818). 

### Рукавишниковы (1879—1918)
Третий этап перестройки комплекса начался в 1879 году, когда его выкупил нижегородский купец, почётный потомственный гражданин Нижнего Новгорода Сергей Рукавишников, развернувший в усадьбе крупное строительство и преобразовавший её в образцово-хозяйственный комплекс по разведению лошадей. За 40 лет владения Рукавишников дополнил усадебный комплекс новыми зданиями и сооружениями, которые частично сохранились: скотным двором с конюшней и водонапорной башней, тремя деревянными конюшнями, двумя оранжереями, кузницей, мастерскими, насосной станцией, различными хозяйственными строениями, оградой с воротами, а также реконструировал старые здания. Основные работы пришлись на 1880-е годы. ВСе новые постройки были возведены в духе эклектики, с ориентацией на формы и стилистику средневековой архитектуры. В отделке фасадов в основном использовался красный открытый кирпич.
Автор архитектурных работ данного времени также не установлен. С большой долей вероятности автором реконструкции называют архитектора Петра Бойцова, который в 1870—1880-е годы активно занимался проектированием и строительством усадебных комплексов, в том числе городской усадьбы Рукавишниковых в Нижнем Новгороде. Не исключается, что некоторые здания были возведены при участии московского архитектора Фёдора Шехтеля, который активно сотрудничал с Рукавишниковыми при строительстве домов в Нижнем Новгороде.   
Последним наследником Подвязья стал сын Сергея Михайловича Митрофан Сергеевич, который так любил усадьбу, что выкупил её у братьев. Митрофан окончил в 1907 году Нижегородский дворянский институт и продолжил образование в студиях Москвы и Рима, после чего работал скульптором.
После Октябрьской революции главный дом усадьбы был национализирован и поделён на квартиры, в которых проживали колхозники. В дальнейшем усадьба перешла в управление Нижегородского Государственного университета.
В 1980-е годы на территории усадьбы располагалась база отдыха предприятия «Эра». В конце 1980-х годов здесь был устроен свинарник, а в 1990-е гг. объект был разграблен.

### Попытка передачи усадьбы в Нижегородскую епархию
В июле 2015 года территориальное управление Росимущества предоставило епархии РПЦ в безвозмездное пользование 11 из 27 зданий усадебного комплекса объекта культурного наследия (ОКН) федерального значения. В мае 2016 года администрация Богородского района передала епархии помещения в здании главного дома усадьбы. Но затем из-за общественного возмущения передача была приостановлена, и усадьба была переведена обратно на баланс области. Епархии перешла только Воскресенская церковь, которая сейчас находится в процессе реставрации.

## Ансамбль усадьбы
В предмет охраны усадьбы включено 26 объектов:
- Главный дом, XIX век
- Воскресенская церковь, 1818 год
- Звонница, 1778 год
- Парк, XIX век
- Служебный (радиусный) корпус, конец XVIII века
- Скотный двор с водонапорной башней, 2-я пол. XIX века
- Хозяйственный корпус, конец XVIII — начало XIX века
- Кузница, конец XIX века
- Корпус оранжереи, конец XIX века
- Корпус насосной станции, конец XIX века
- Хозяйственный навес, конец XIX века
- Ворота № 1 (со стороны реки Оки), 1880-е годы
- Ворота № 2 (на речном съезде), 1880-е годы
- Ворота № 3 (у главного дома), конец XIX века
- Ворота № 4 (со стороны села), 1880-е годы
- Ограда № 1 (перед южным фасадом главного дома), 1880-е годы
- Ограда № 2 (с восточной стороны главного дома), 1880-е годы
- Ограда № 3 (с западной стороны оранжереи), 1880-е годы
- Ограда № 4 (с западной части усадьбы вокруг хозяйственного двора), 1880-е годы
- Сушилка, 1880-е годы
- Молотилка, 1880-е годы
- Конюшня Приклонских (Рукавишниковых), конец XIX века
- Четыре здания мануфактуры Приклонских (Рукавишниковых), конец XVIII века

### Главный дом
Трехэтажный главный дом усадьбы представляет собой примечательный образец архитектуры русского классицизма конца XVIII века. Дом имеет П-образный план и чёткое симметричное построение фасадов. На южном фасаде симметрия выделена главным образом за счёт боковых крыльев, на северном — центральной, несколько выступающей из общей плоскости фасада, повышенной частью. Здание было перестроено несколько раз. Наиболее крупные преобразования пришлись на 1830—1840-е годы и на 1880—1890-е годы, несколько исказив первоначальный облик здания: устройство антресольных комнат, закладка части старых окон и прорубка новых, замены высоких прямоугольных окон более модными полуциркулярными. Значительно изменили облик дома и пристройка лестницы-террасы со стороны окского откоса, появление над центральным объёмом эффектной ротонды со сдвоенными колоннами и стрельчатыми арками.
В целом здание сохранило первоначальную внутреннюю планировку со сложной организацией внутренних помещений — парадных, жилых и хозяйственных. Первый этаж имел хозяйственно-складское назначение, с группировкой помещений вдоль длинного коридора, который завершался двумя входами со стороны боковых фасадов. Главный вход был расположен в западном крыле и широкой трёхмаршевой лестницей связан со вторым этажом. В комнатах сохранились первоначальные сложные по кривизне перекрытия; на втором этаже — первоначальная анфилада парадных комнат; в парадных комнатах — элементы декоративного убранства: карнизы с лепными розетками и кронштейнами, фризы с лепным растительным орнаментом, резные двери, наборный паркет. Особенно богато декорированы центральный и большой залы. 

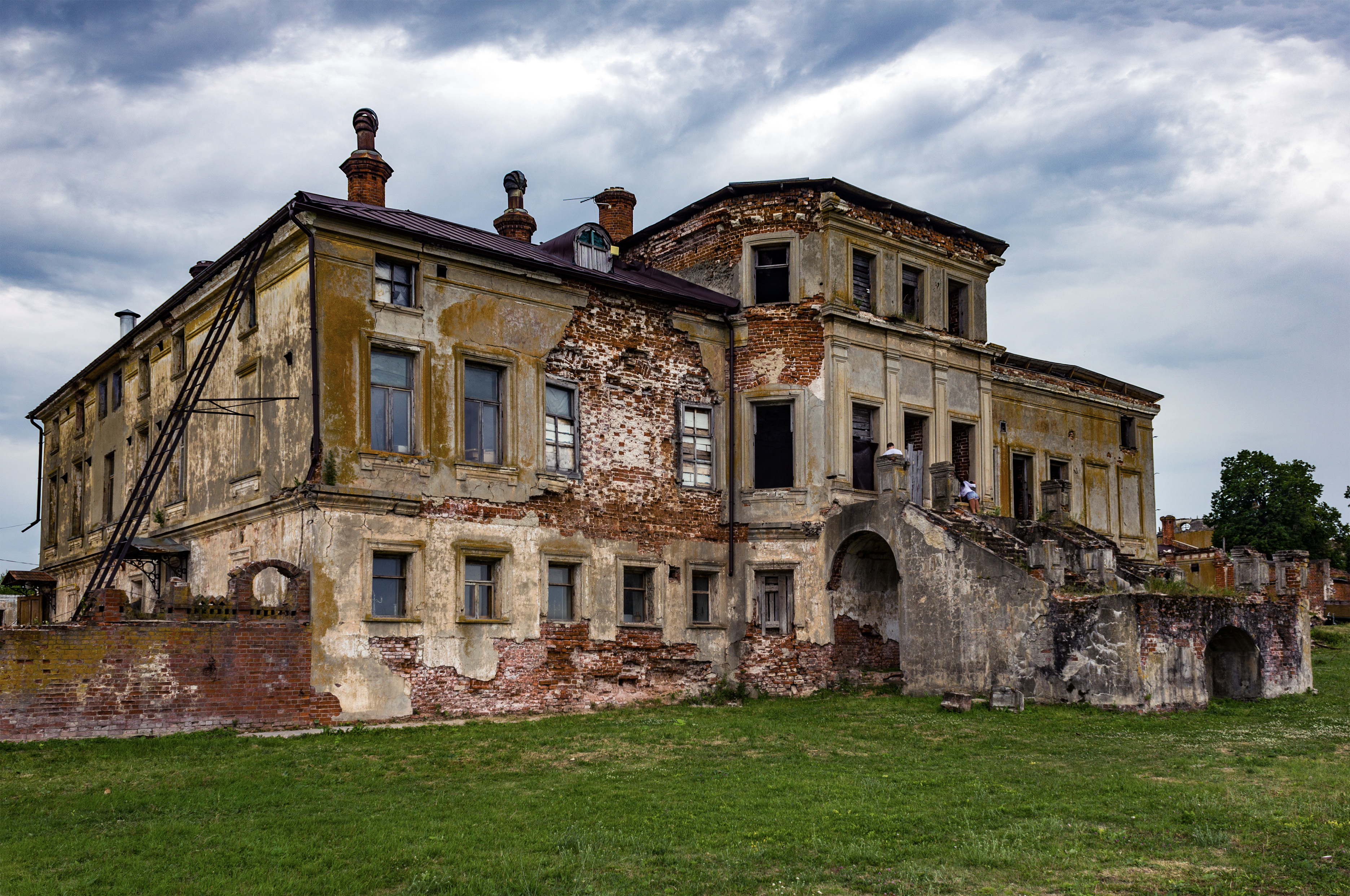
Северный фасад
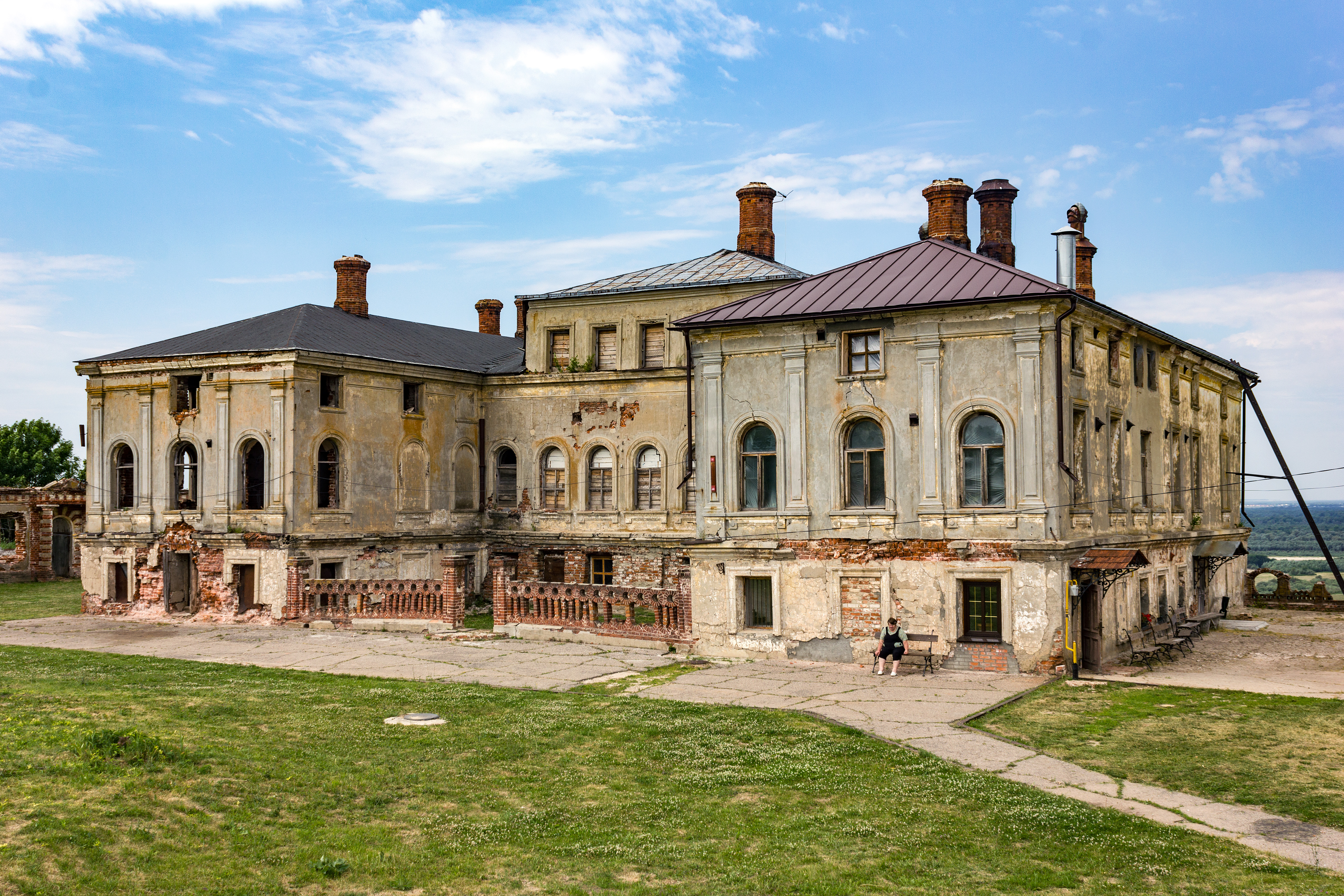
Южный фасад
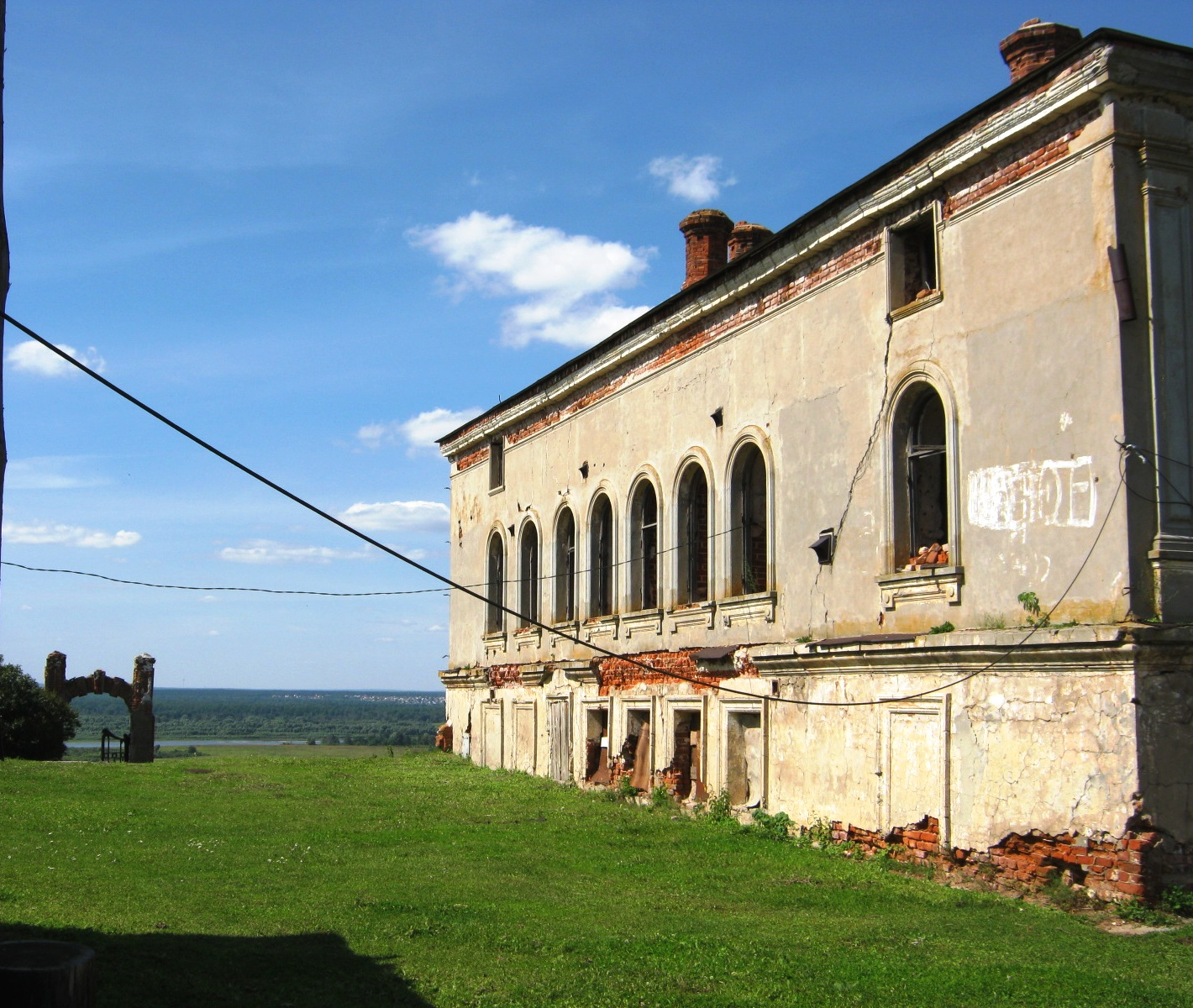
Западный фасад
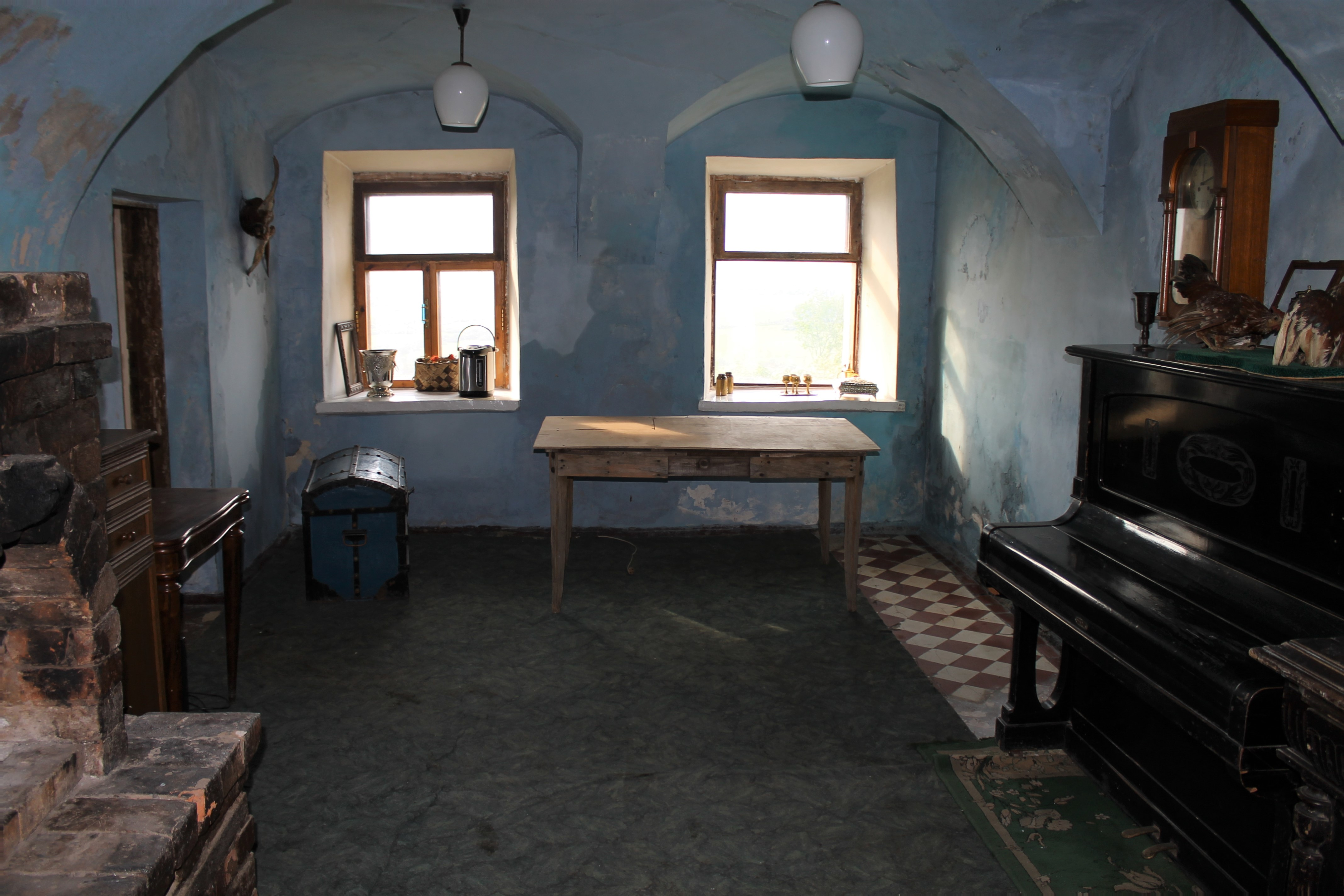
Внутреннее помещение
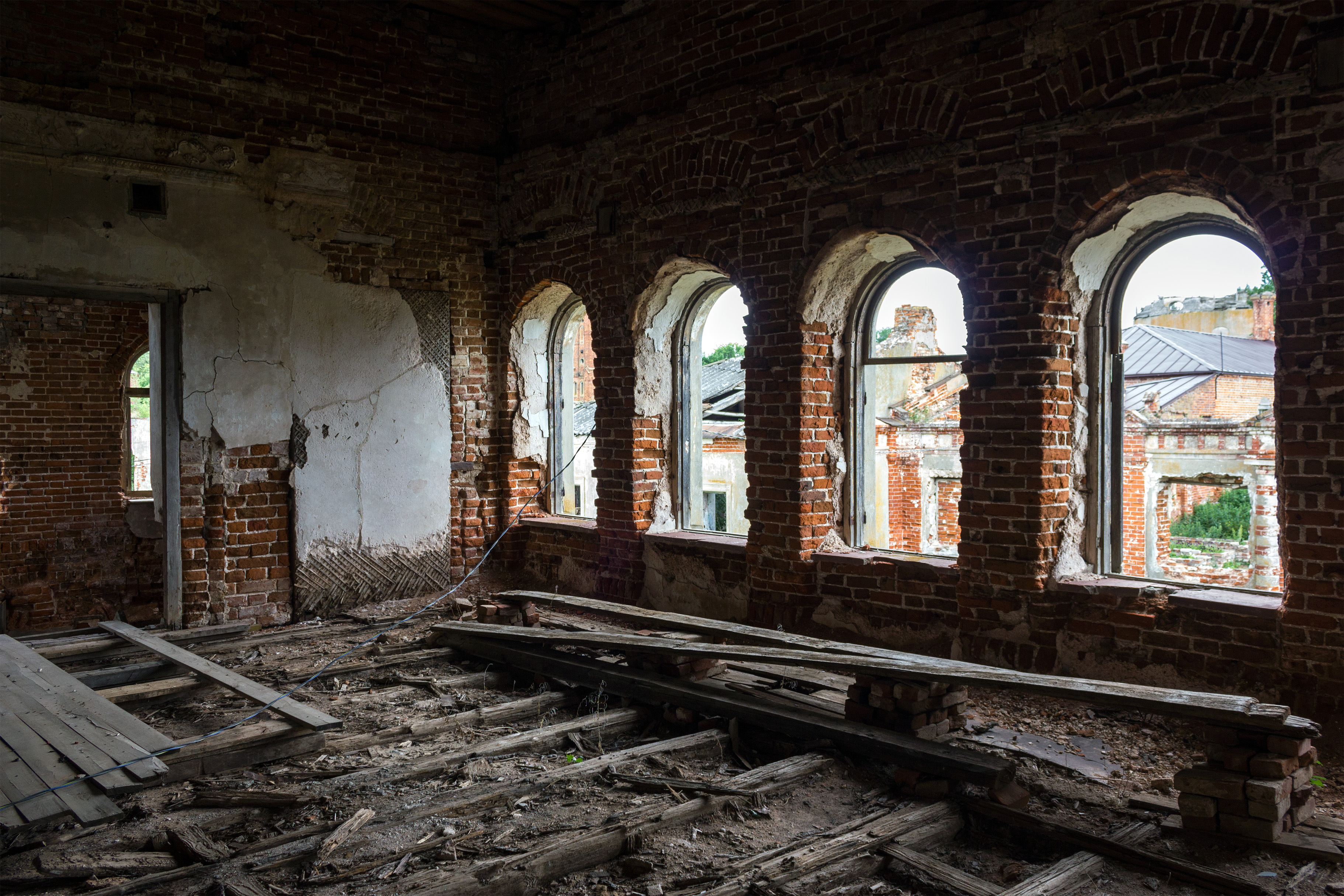
Внутреннее помещение
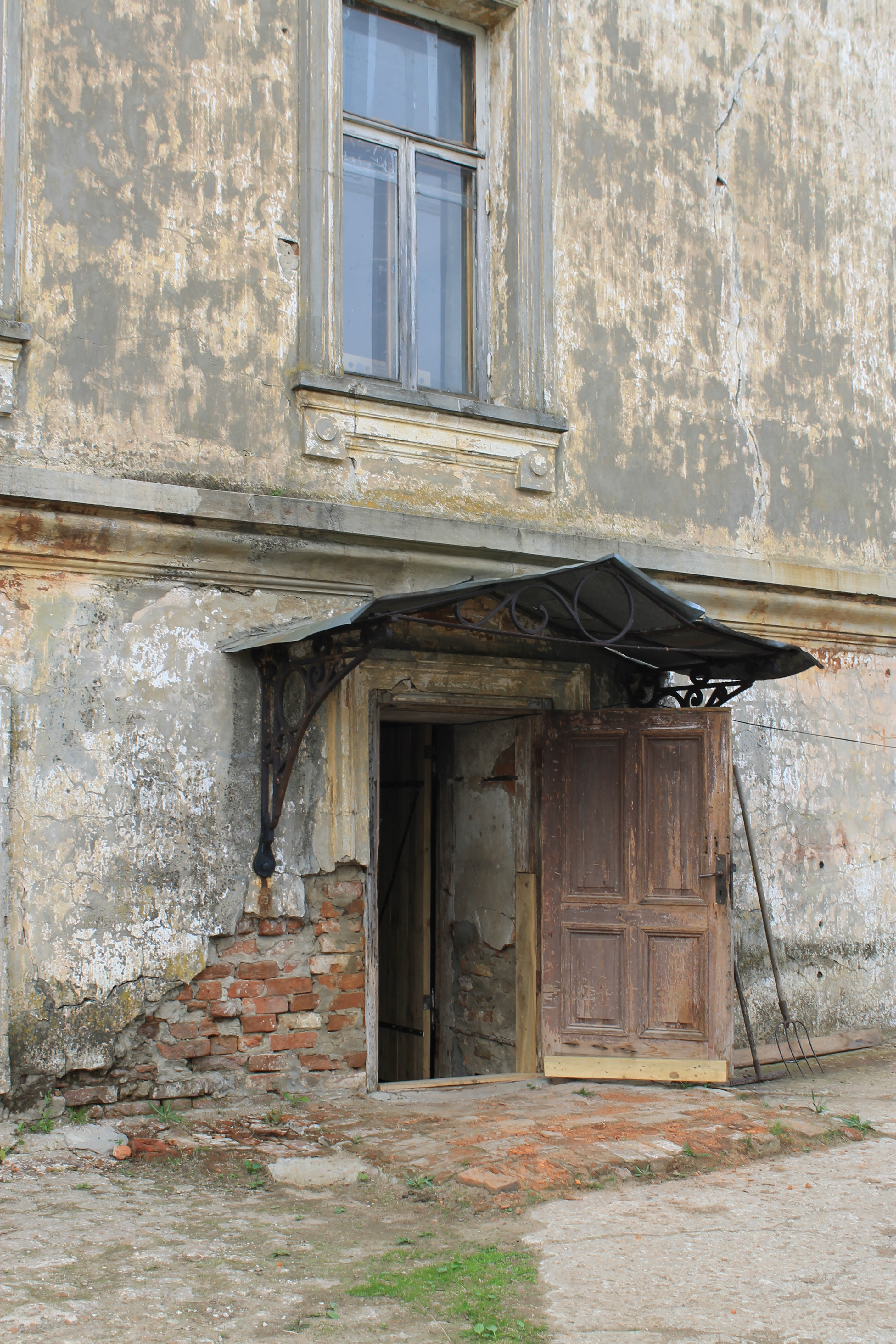
Вход в главный дом

### Воскресенская церковь
Воскресенская церковь по типу сооружения — церковь-ротонда с куполом. Изначально служила усыпальницей рода Приклонских. Неизвестный архитектор, возводя храм, удачно использовал понижение рельефа в сторону парка, найдя церкви место как ведущей вертикальной доминанте: при восприятии со стороны села, она господствует над всей площадкой и закрывает собой объём главного дома. Церковь поставлена на месте старой деревянной и образует с ранее выстроенной звонницей единую симметричную композицию.

### Служебный корпус
Служебный корпус использовался под размещение жилых и хозяйственных помещений. Представляет собой низкий подковообразный объём с протяжёнными, имеющими лаконичное построение и лишёнными декоративного убранства, фасадами, что отражало подчинённость постройки главному дому в общей композиции усадьбы.

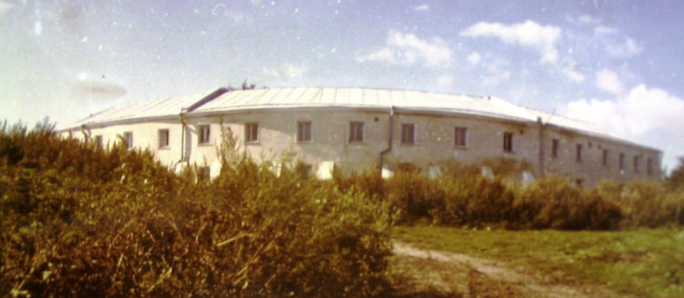
Корпус речных ворот
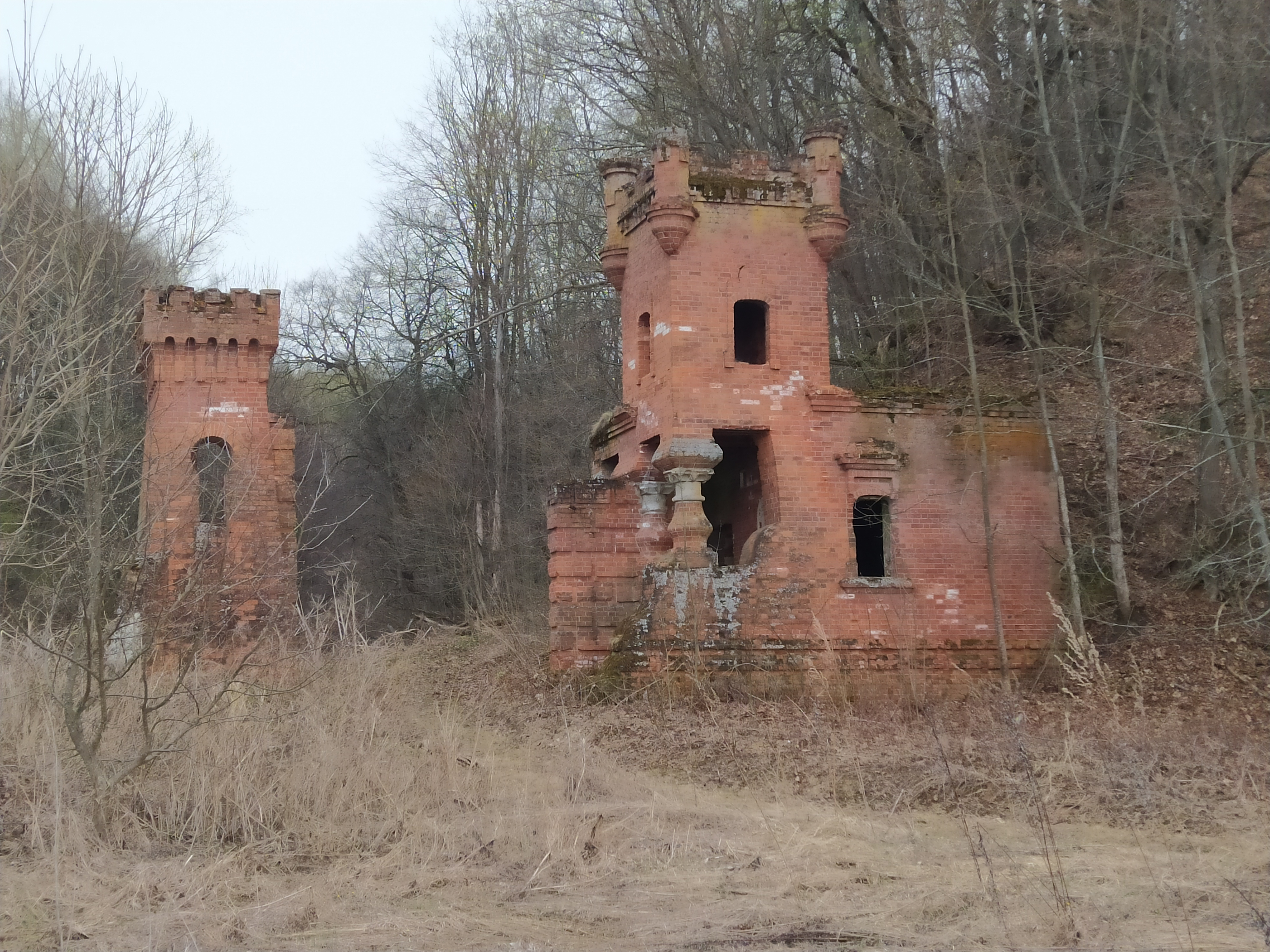
Полный вид речных ворот
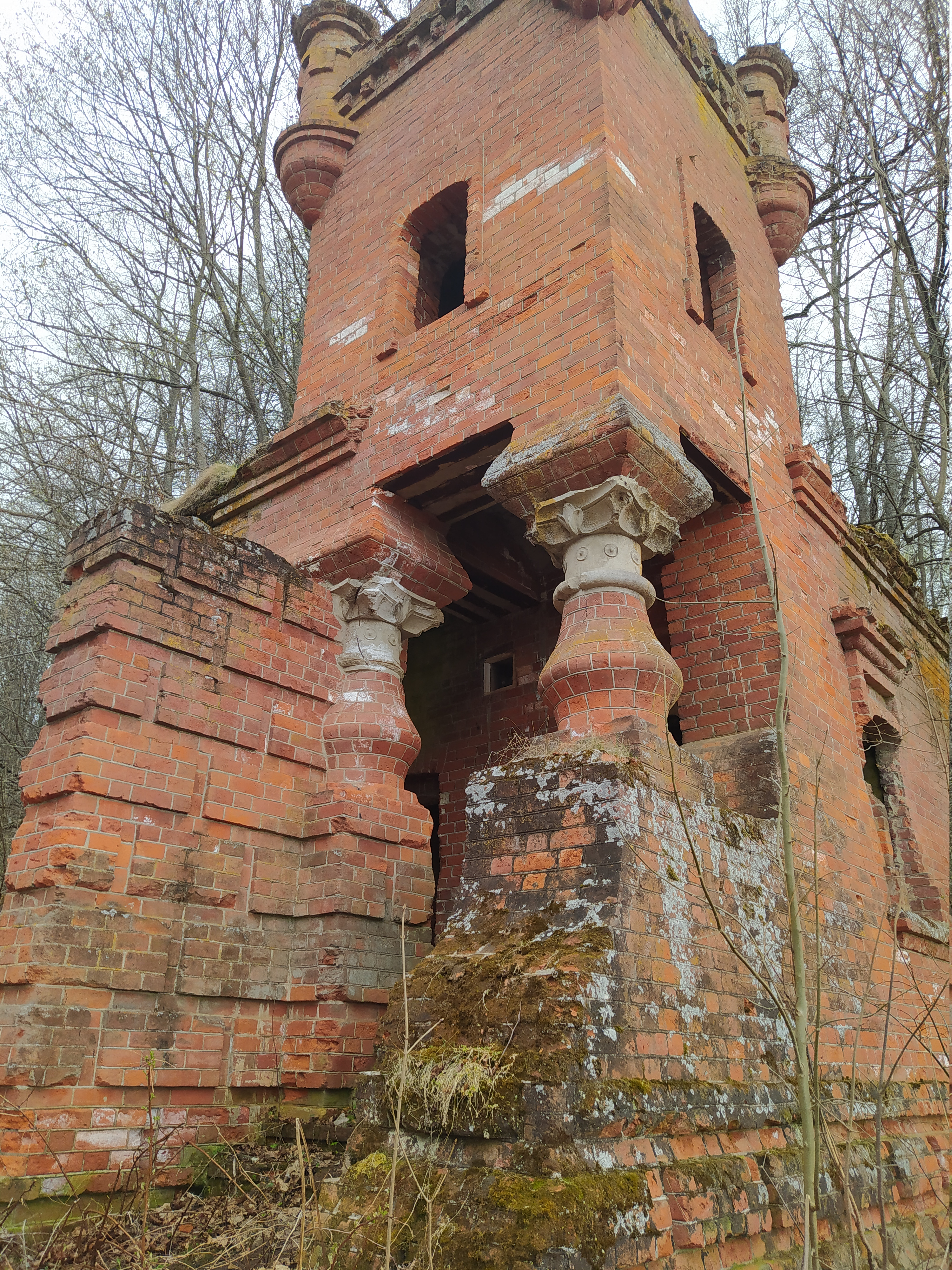
Речные ворота
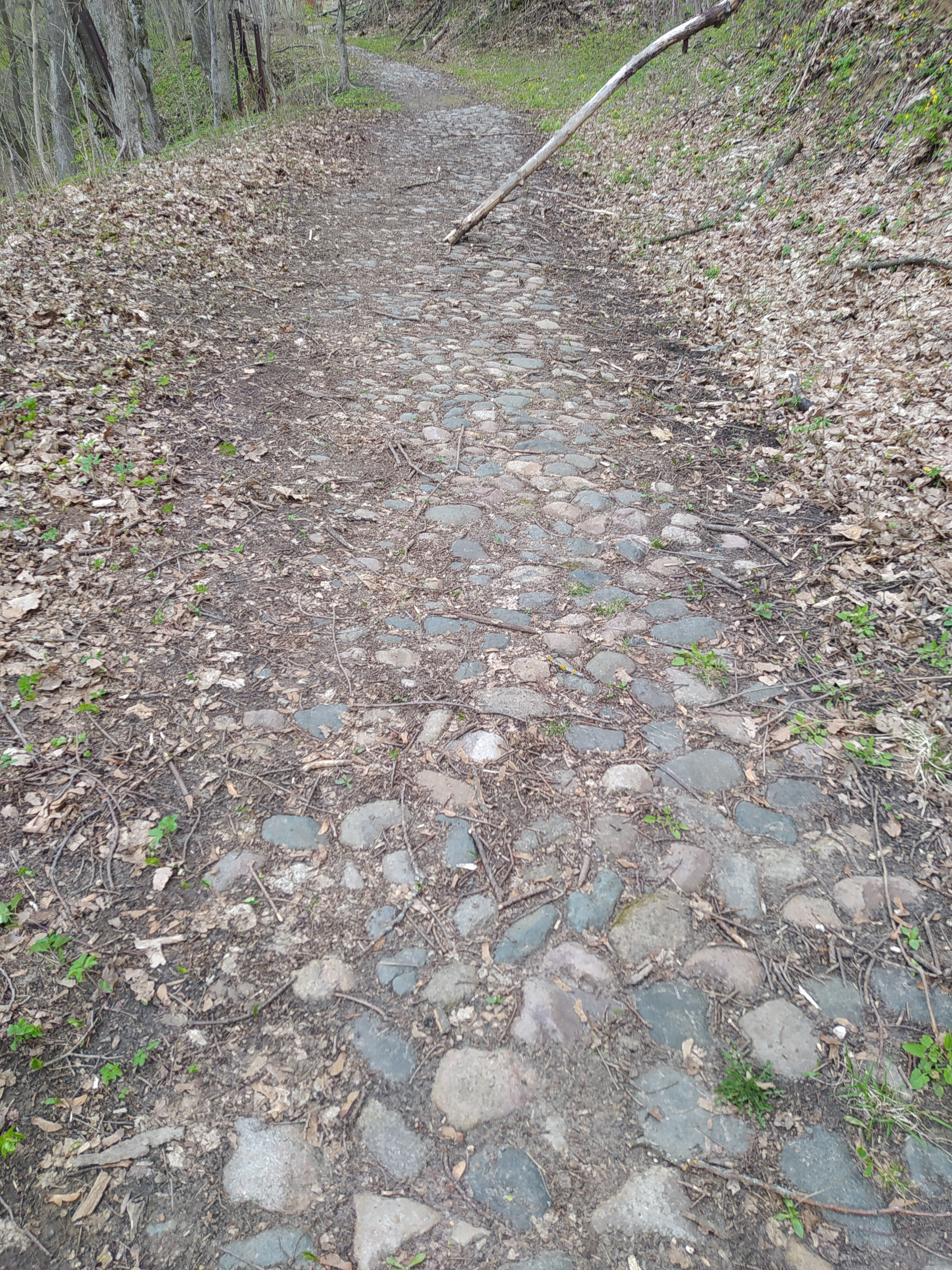
Столетняя дорога к усадьбе
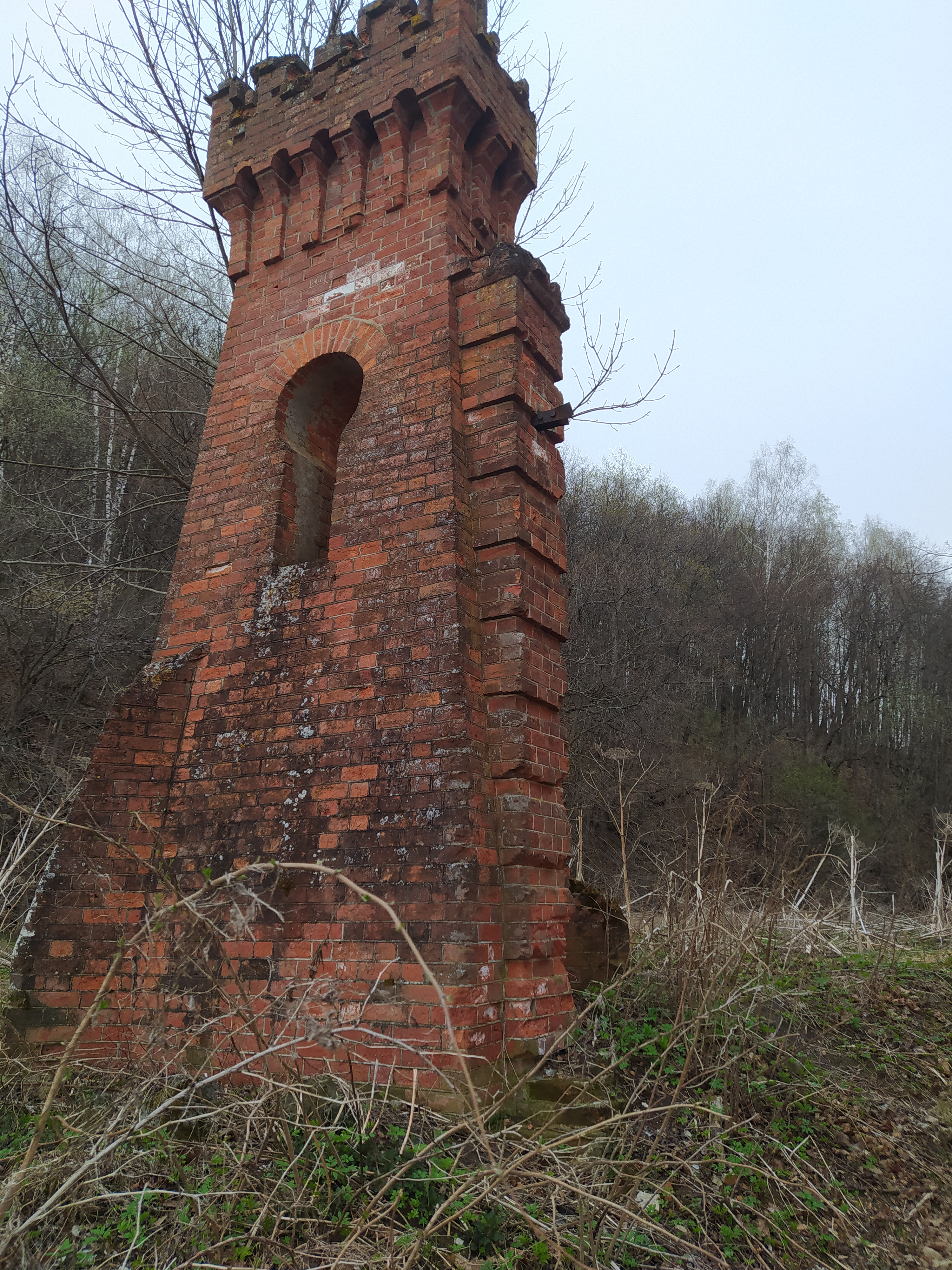
Левая часть речных ворот
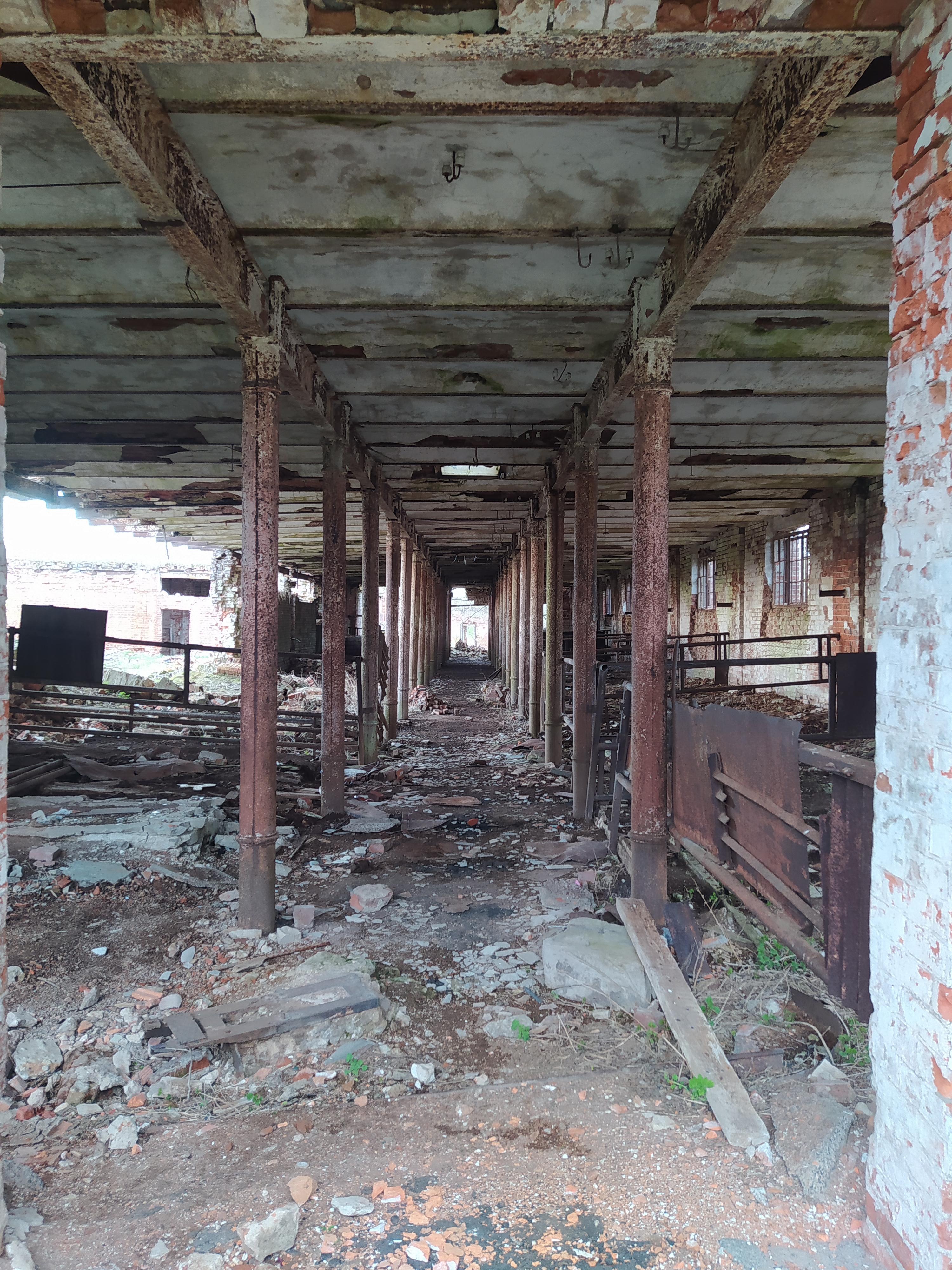
Конюшни
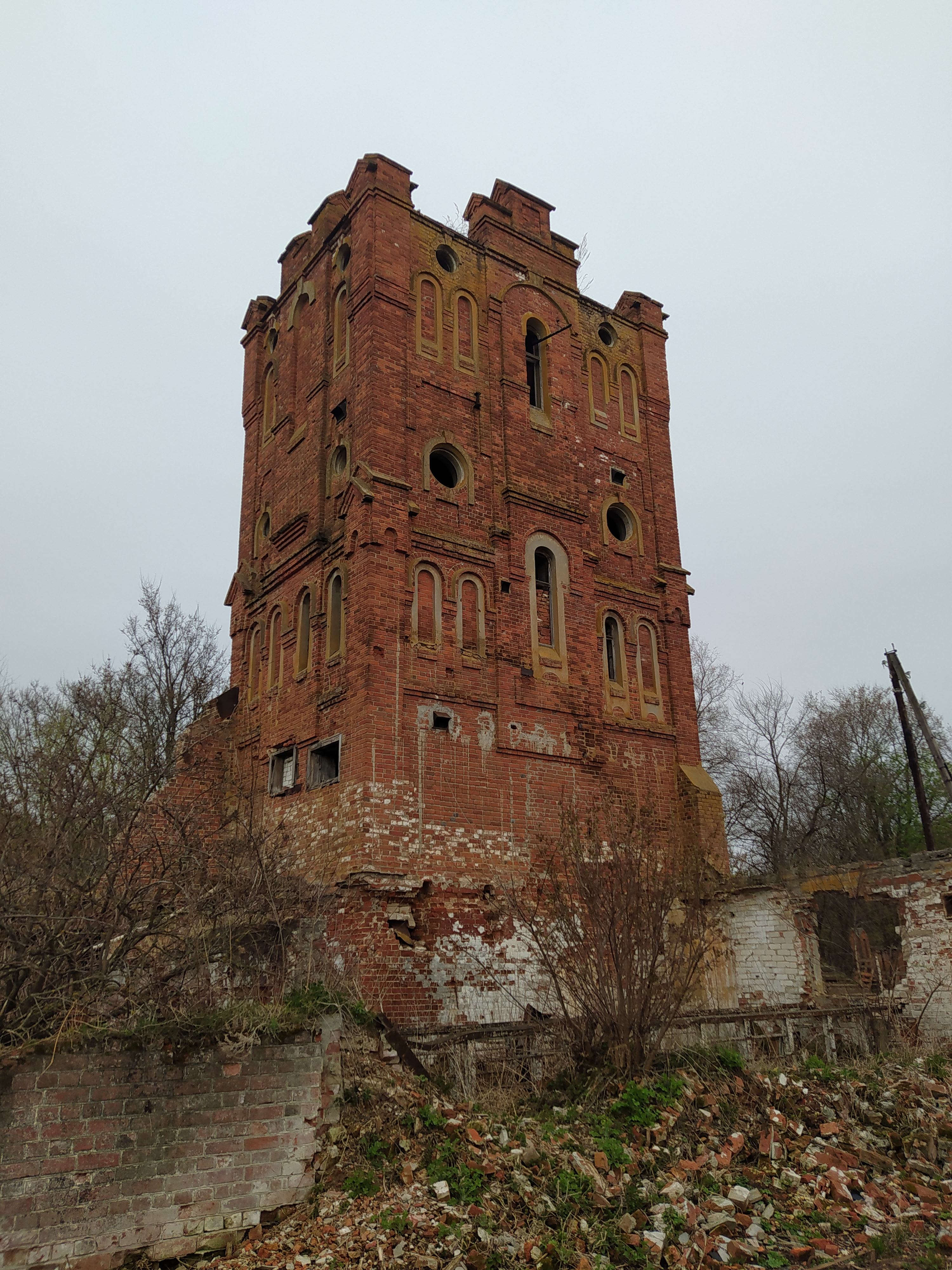
Водонапорная башня